# گروه دانلم
گروه دانلم (انگلیسی: Dunelm Group) شرکت لوازم خانگی بریتانیایی است، که در سال ۱۹۷۹ تأسیس شد.